# 摂津国三十三所霊場
摂津国三十三所霊場（せっつのくにさんじゅうさんしょれいじょう）とは、1980年に発足した「摂津国三十三所霊場会」が定めた、旧・摂津国（大阪府と兵庫県）にある33か所の寺院を巡る観音霊場。摂津西国三十三所とも言う。なお、1980年は摂津国八十八箇所の復活した年でもある。
西国三十三所や摂津国八十八箇所と重複している霊場も多いが、摂津国八十八箇所では巡らない六甲山の北側である神戸市北区や三田市、大阪府最北部の能勢町にも札所があるのが特徴である。
長らく霊場会は休止状態となっていたが、2024年現在、中山寺に事務局が置かれ、活動再開した模様である。
専用納経帳は発足した1980年に作られたが、その後増刷は行われず、品切れ状態が続いていた。しかし2024年に第30番札所が寶珠寺から常光円満寺に変更されたのを期に、新しいバインダー式の専用納経帳が作られた。1980年には各札所の本尊のイラスト画が描かれた散華も作られており、今でも当時のものがほとんどの札所に残っている。本来は希望者だけに100円で頒布されるものであるが、札所によっては摂津国三十三所の巡拝者には必ず無料で渡される所や、希望者だけに無料で渡される所もある。

## 霊場一覧
| No. | 注    | 山号     | 寺号       | 宗旨                 | 札所本尊       | 所在地                                | 他の霊場                                         |
| --- | ----- | -------- | ---------- | -------------------- | -------------- | ------------------------------------- | ------------------------------------------------ |
| 1   | 注1   | 紫雲山   | 中山寺     | 真言宗中山寺派       | 十一面観音     | 兵庫県宝塚市中山寺2-11-1              | 西国・摂津88・36不動・18本山                     |
| 2   | ▲注2  | 武庫山   | 平林寺     | 真言系単立           | 十一面観音     | 兵庫県宝塚市社町4-7                   | 摂津88                                           |
| 3   | ▲     | 甲山     | 神呪寺     | 真言宗御室派         | 如意輪融通観音 | 兵庫県西宮市甲山町26-1                | 新西国・摂津88                                   |
| 4   | 注3   | 摩耶山   | 天上寺     | 摩耶山真言宗         | 十一面観音     | 兵庫県神戸市灘区摩耶山町2-2           | 新西国・摂津88・神戸13・福原西国                 |
| 5   | ▲☆    | 布引山   | 瀧勝寺     | 真言宗               | 馬頭観音       | 兵庫県神戸市中央区熊内町2-1           |                                                  |
| 6   | ▲     | 再度山   | 大龍寺     | 東寺真言宗           | 聖観音         | 兵庫県神戸市中央区神戸港地方再度山1-3 | 摂津88・36不動・神戸13                           |
| 7   | ▲     | 上野山   | 須磨寺     | 真言宗須磨寺派       | 聖観音         | 兵庫県神戸市須磨区須磨寺町4-6-8       | 新西国・摂津88・18本山・福原西国・役行者         |
| 8   | ▲☆    | 桂尾山   | 勝福寺     | 高野山真言宗         | 聖観音         | 兵庫県神戸市須磨区大手町9-1           | 摂津88・福原西国                                 |
| 9   | ○▲    | 若王山   | 無動寺     | 高野山真言宗         | 十一面観音     | 兵庫県神戸市北区山田町福地字新池100   | 36不動・神戸13                                   |
| 10  | ▲     | 独鈷山   | 鏑射寺     | 真言宗               | 十一面観音     | 兵庫県神戸市北区道場町生野48          | 36不動・神戸13                                   |
| 11  | ▲☆    | 羽束山   | 香下寺     | 真言宗               | 千手観音       | 兵庫県三田市香下1029                  |                                                  |
| 12  | ▲☆    | 慈光山   | 普明寺     | 曹洞宗               | 千手観音       | 兵庫県宝塚市波豆1-26                  |                                                  |
| 13  | ▲☆注4 | 珠光山   | 宝山寺     | 真言宗               | 十一面観音     | 兵庫県宝塚市大原野字堂坂53            |                                                  |
| 14  | ▲☆    | 涼瀧山   | 普光寺     | 真言宗大覚寺派       | 千手観音       | 兵庫県宝塚市長谷門畑25                |                                                  |
| 15  | ▲☆注5 | 光明山   | 観福寺     | 真言宗大覚寺派       | 聖観音         | 兵庫県三田市川原33-1                  |                                                  |
| 16  | ▲☆    | 剣尾山   | 月峯寺     | 真言宗国分寺派       | 千手観音       | 大阪府豊能郡能勢町大里555             |                                                  |
| 17  | ▲☆    | 自然山   | 善福寺     | 高野山真言宗         | 聖観音         | 兵庫県川辺郡猪名川町原字坊谷391       |                                                  |
| 18  | ○▲    | 神秀山   | 満願寺     | 高野山真言宗         | 千手観音       | 兵庫県川西市満願寺                    | 新西国・摂津88                                   |
| 19  | ○▲    | 大澤山   | 久安寺     | 高野山真言宗         | 千手観音       | 大阪府池田市伏尾町8                   | 摂津88・薬師49                                   |
| 20  | ▲☆    | 清光山   | 常福寺     | 高野山真言宗         | 十一面千手観音 | 大阪府池田市神田3-11-2                | 摂津88                                           |
| 21  | 注6   | 箕面山   | 瀧安寺     | 本山修験宗（修験道） | 如意輪観音     | 大阪府箕面市箕面公園2-23              | 摂津88                                           |
| 22  | ○■注7 | 應頂山   | 勝尾寺     | 真言宗               | 十一面千手観音 | 大阪府箕面市粟生間谷2914-1            | 西国・摂津88・法然25                             |
| 23  | ▲☆    | 賀峯山   | 忍頂寺     | 高野山真言宗         | 聖観音         | 大阪府茨木市忍頂寺258                 |                                                  |
| 24  | ▲☆    | 神峰山   | 大門寺     | 真言宗御室派         | 如意輪観音     | 大阪府茨木市大門寺97                  | 摂津88                                           |
| 25  | ▲     | 南山     | 安岡寺     | 天台宗               | 如意輪観音     | 大阪府高槻市服部浦堂本町41-1          | 新西国・36不動                                   |
| 26  | ▲     | 曇華山   | 廣智禅寺   | 黄檗宗               | 十一面観音     | 大阪府高槻市天神町2-1-3               |                                                  |
| 27  | ■     | 補陀洛山 | 総持寺     | 高野山真言宗         | 千手観音       | 大阪府茨木市総持寺町1-6-1             | 西国・摂津88                                     |
| 28  | ▲☆    | 圓満山   | 圓照寺     | 高野山真言宗         | 千手観音       | 大阪府吹田市山田東3-14-27             | 摂津88                                           |
| 29  | ▲☆注8 | 碕井山   | 佐井寺     | 真言宗               | 十一面観音     | 大阪府吹田市佐井寺1-17-10             | 摂津88                                           |
| 30  | ▲     | 慧日山   | 常光円満寺 | 高野山真言宗         | 聖観音         | 大阪府吹田市元町28-13                 | 摂津88                                           |
| 31  |       | 王舎山   | 長寶寺     | 高野山真言宗         | 十一面観音     | 大阪府大阪市平野区本町3-4-23          | 摂津88                                           |
| 32  | ▲     | 霊峰山   | 如願寺     | 真言宗御室派         | 聖観音         | 大阪府大阪市平野区喜連町6-1-38        | 摂津88                                           |
| 33  | ○■    | 荒陵山   | 四天王寺   | 和宗                 | 救世観音       | 大阪府大阪市天王寺区四天王寺1-11-18   | 新西国・36不動・摂津88・法然25・西山国師・薬師49 |

- 注の欄に○がある寺院は札所本尊か納経所が有料拝観区域にある寺院
- 注の欄に☆がある寺院はいわゆる「檀家寺院」で納経関係者が数人、あるいは住職本人しかおらず、予め電話で確認をしていないと留守などで朱印の押印をしてもらえない可能性がある。
- 注の欄に▲がある寺院には参拝者用の無料駐車場があるか、境内に無料で駐車可能。
- 注の欄に■がある寺院は、有料駐車場がある。
- 注1・中山寺は山門周辺に多くの民間の有料駐車場がある。
- 注2・平林寺の朱印は普段は4つの塔頭で行っている。いずれの塔頭も全く同じ朱印となる。大きな行事の際のみ本堂横の受付所でも朱印を受けることができる。
- 注3・天上寺の駐車場は山門近くに市営の有料駐車場がある。
- 注4・宝山寺は納経関係者が留守の場合は、庫裏の玄関に朱印の置き紙と散華が用意してある。
- 注5・観福寺には呼鈴が本堂のすぐ左側と道路に直接面した庫裏側の2つあり、片方が不在でももう片方には在宅のことが多いので注意。
- 注6・瀧安寺は箕面公園内に位置し、一般車両は乗り入れできない。箕面駅周辺の有料駐車場に駐車して徒歩で向かうことになる。
- 注7・勝尾寺の公式駐車場は有料であるが、寺の東隣に「勝尾寺園地」があり、その無料駐車場を使っても良い。
- 注8・佐井寺は寺院周辺の道路が極めて狭く、大きい自動車での乗り入れが困難である。

## その他
- 令和6年（2024年）7月1日に札所が一部変更となった。変更前の札所は以下の通り。
  - 30番：熊野代山宝珠寺（大阪府豊中市）